# Cécile Guivarch
Cécile Guivarch née en 1976  est une poète franco-espagnole.

## Biographie
Née française en 1976 près de Rouen, Cécile Guivarch a demandé et obtenu, fin 2011, la nationalité espagnole grâce à la Ley de la Memoria. Elle vit depuis quelques années à Nantes où elle travaille dans les télécommunications.
Elle a fondé et anime le site de poésie Terre à ciel en 2005.
Elle a publié des poèmes ou articles dans diverses revues Contre-Allées, N4728, Décharge, InFusion, Mots à maux, Microbe, Les cahiers de l'Alba et sur le web : Remue.net, Sitaudis, Incertain regard et participe à des festivals et lectures de poésie.
En 2017, elle est lauréate du prix Yves Cosson pour l'ensemble de son œuvre.
Son livre, S'il existe des fleurs, reçoit le prix des collégiens lecteurs Poesyvelynes en 2017.

## Œuvres
- Terre à ciels, Les Carnets du Dessert de Lune, 2006
- Planche en bois, Contre-Allées, 2007[3]
- Coups portés, Publie.net, 2009, réédition en 2012[4],[5]
- Te visite le monde, Les Carnets du Dessert de Lune, 2009[6],[7]
- La petite qu’ils disaient, Contre-Allées, 2011 [8],[9]
- Le cri des mères, La Porte, 2012 [10],[11]
- Du soleil dans les orteils, La Porte, 2013.
- Un petit peu d'herbes et des bruits d'amour, L'Arbre à paroles, 2013[12],[13],[14],[15]
- Vous êtes mes aïeux, Éditions Henry, 2013[14],[16].
- Le bruit des abeilles, La Porte, 2014 (avec Valérie Canat de Chizy)
- Regarde comme elle est belle, éditions du Petit flou, 2014
- S’il existe des fleurs, éditions L’Arbre à Paroles, 2015
- Renée, en elle, éditions Henry, 2015
- Sans Abuelo Petite, Les Carnets du Dessert de Lune, 2017
- C'est tout pour aujourd'hui, La tête à l'envers, 2020
- Cent ans au printemps, Les Cahiers du Loup Bleu, Les lieux dits éditions, 2021
- Tourner Rond, Petit Va!, Centre culturel de la poésie jeunesse de Tinqueux, 2023
- Sa mémoire m'aime, Les Carnets du Dessert de Lune, 2023

### Participation à des anthologies
- Avec mes yeux, éditions en Forêt / verlag im wald
- La fête de la vie 5, éditions en Forêt / verlag im wald
- Métissage, éditions  L’Arbre à Paroles, 2012
- Momento Nudo, éditions L’Arbre à Paroles, 2013
- Duo, 118 jeunes poètes de langue française né.e.s à partir de 1970, revue Bacchanales n°59 (Mars 2018)
- La beauté, éphéméride poètique pour chanter la vie, Éditions Bruno Doucey, 2019
- Nous, avec le poème comme seul courage, Le Castor Astral, 2020
- Le désir en nous, comme un défi au monde, Le Castor Astral, 2021
- Là où dansent les éphémères, Le Castor Astral, 2022
- Quelque part, le feu, éditions Henry, 2023

### Participation à des revues
- La Dépense no 2 (revue alliant plasticiens et poètes, un exemplaire unique vendu aux enchères) ; livre pauvre, avec des collages de Max Partezana.La Dépense
- Les cahiers de l'Alba, n° 6/7 « Spécial Rimbaud »
- N4728, no 10, 12, 14 et 21
- Contre-allées, no 19.20, 23-24 et 31.32
- Décharge, n° 140, 150 et 159
- In-fusion, n°1er janvier 2008
- Verso, n° 133, juin 2008  « De pierre et de chair »
- Gare Maritime, 2009
- Osiris 76, 2013